# Alfonso Sancha
Alfonso Sancha (Mainz, Alemania, 1965) es un directivo español. Tiene una amplia trayectoria dentro del Grupo Volkswagen, donde empezó su carrera profesional en 1997 y ha desempeñado diferentes responsabilidades. Desde 2019 es vicepresidente ejecutivo de Compras de SEAT y miembro de su Comité Ejecutivo.

## Carrera profesional
Hijo de padres españoles emigrados a Alemania en los años 50, Alfonso Sancha es licenciado en Comercio Internacional por la Cámara de Comercio de Darmstadt. Ha desarrollado su carrera en la industria automovilística, principalmente en el Grupo Volkswagen, donde ha tenido cargos de relevancia internacional en Alemania, México y China.
Fue responsable de Compras de piezas metálicas para todo el Grupo Volkswagen hasta que asumió su posición como vicepresidente de Compras de SEAT en 2019. Previamente, Sancha había sido vicepresidente ejecutivo de Compras de Volkswagen Group China desde 2011 a 2014. Con anterioridad, había desempeñado distintos roles en el área de Compras de Volkswagen y también de SEAT.
En septiembre de 2019, Alfonso Sancha se incorporó a SEAT como vicepresidente ejecutivo de Compras, sustituyendo a Klaus Ziegler, quien pasó a ser responsable de Compras para conectividad, movilidad eléctrica y sistemas de asistencia al conductor del Grupo Volkswagen a nivel mundial. Sancha fue nombrado para, entre otros objetivos, desarrollar la estrategia eléctrica de SEAT en el área de compras y expandir las operaciones de la marca en el norte de África y América Latina.